# FC Gratkorn
FC Gratkorn is een Oostenrijkse voetbalclub uit Gratkorn, een gemeente in de deelstaat Stiermarken.

## Geschiedenis
In 1921 werd Sportverein Gratkorn opgericht en nam begin 2000 de naam FC Gratkorn aan. Het grootste succes van de club tot dusver is de titel in de Regionalliga Mitte in 2003/04 en de daarmee verbonden promotie naar de Erste Liga (de huidige 2. Liga). In het eerste seizoen werd de club gedeeld laatste met SV Wörgl en bleef in de tweede klasse, omdat Wörgl geen licentie voor het volgende seizoen kreeg. In het tweede seizoen deed Gratkorn het al een stuk beter en eindigde op een comfortabele vijfde plaats. Deze plaats herhaalde het in 2006/07 opnieuw. In 2011 degradeerde FC Gratkorn uit het profvoetbal. 